# Francis Russell, 9:e hertig av Bedford
Francis Russell, 9:e hertig av Bedford, född 16 oktober 1819 i London, död 14 januari 1891 i London av lunginflammation, var son till diplomaten George Russell och Elizabeth Anne Rawdon. 
Bedford gifte sig 1844 med lady Elizabeth Sackville-West (1818-1897), dotter till George John Sackville-West, 5:e earl De La Warr.
Han var liberal parlamentsledamot (MP)1847-1872. Detta år blev han hertig av Bedford efter sin barnlöse kusin. Han var vidare lordlöjtnant för Huntingdonshire mellan 1884 och 1891. Hertigen var också president för the Royal Agricultural Society från 1880.

## Barn
- George Russell, 10:e hertig av Bedford (1852-1893); gift 1876 med Lady Adeline Maria Somers-Cocks (1852-1920)
- Lady Ela Sackville (1854-1936)
- Lady Ermyntrude Sackville (1856-1927); gift 1885 med sir Edward Malet (1837-1908)
- Herbrand Russell, 11:e hertig av Bedford (1858-1940); gift 1888 med Mary du Caurroy Tribe (död i flygolycka 22 mars 1937)